# Wiaczesław Skomorochow
Wiaczesław Siemionowicz Skomorochow (ros. Вячеслав Семёнович Скоморохов, ur. 4 października 1940 w Starobielsku, zm. 5 listopada 1992 w Ługańsku) – radziecki lekkoatleta, płotkarz, mistrz Europy z 1969.
Pochodził z rodziny żydowskiej. W dzieciństwie niemal całkowicie utracił słuch, mimo to z powodzeniem startował w zawodach lekkoatletycznych.
Zajął 4. miejsce w biegu na 60 metrów przez płotki na europejskich igrzyskach halowych w 1966 w Dortmundzie. Na mistrzostwach Europy w 1966 w Budapeszcie zajął 7. miejsce w biegu na 110 metrów przez płotki.
W późniejszych latach skoncentrował się na biegu na 400 metrów przez płotki. Zajął 5. miejsce na tym dystansie na igrzyskach olimpijskich w 1968 w Meksyku. Ustanowił wówczas rekord ZSRR czasem 49,1 s.
Swój największy sukces odniósł na mistrzostwach Europy w 1969 w Atenach, gdzie zdobył złoty medal w biegu na 400 metrów przez płotki. Zajął 7. miejsce w tej konkurencji na mistrzostwach Europy w 1971 w Helsinkach.
Był mistrzem ZSRR w biegu na 200 metrów przez płotki w 1965 i 1969 oraz w biegu na 400 metrów przez płotki w latach 1968-1971.
Zdobył wiele złotych medali w biegach na 100 metrów przez płotki i 400 metrów przez płotki oraz w sztafetach na Światowych Igrzyskach Głuchych w latach 1965, 1969 i 1973.